# Псалом 142

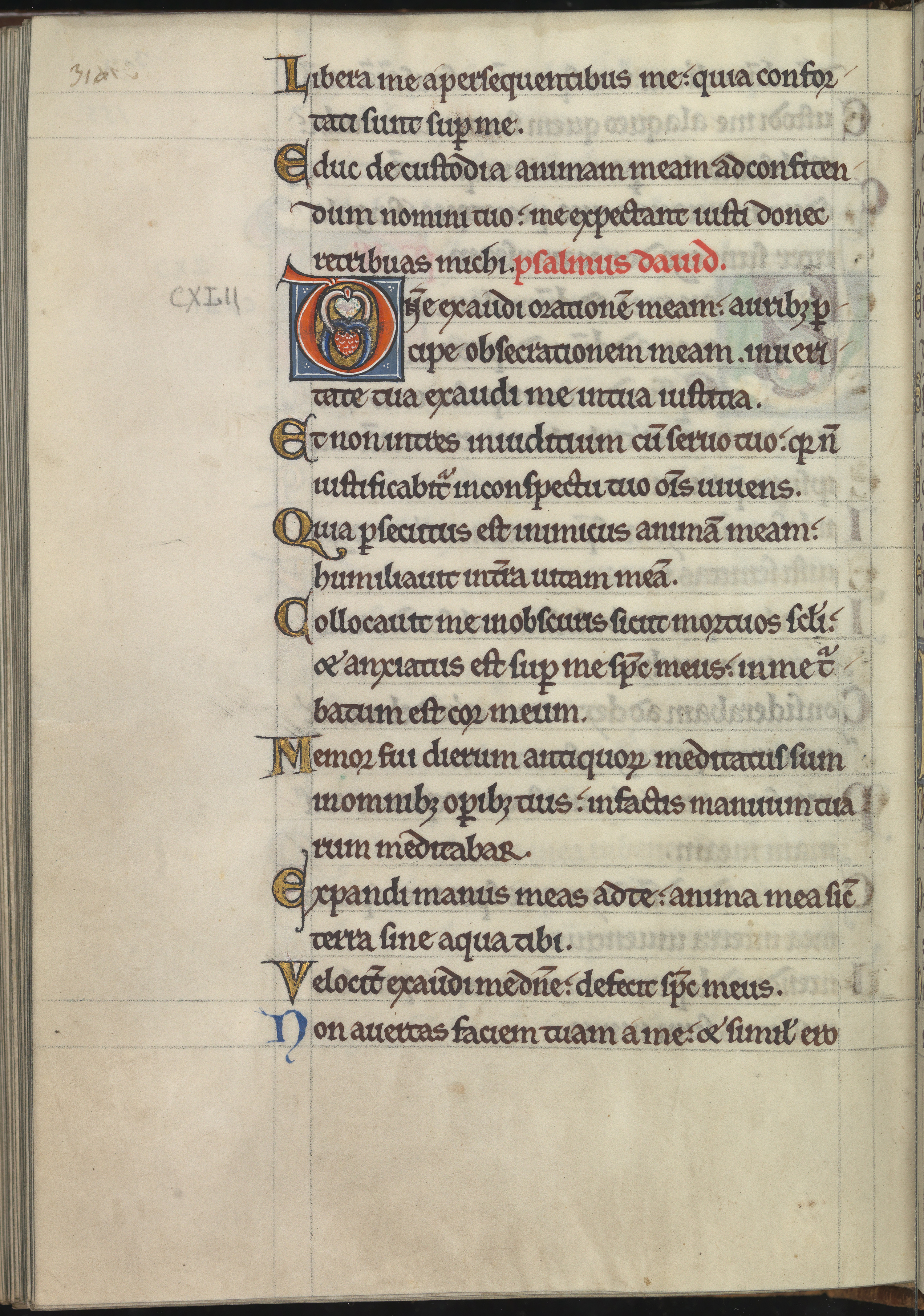
142-й псалом на листе из Псалтири Алиеоноры Аквитанской

Сто со́рок второ́й псало́м — 142-й псалом из книги Псалтирь (143-й в масоретской нумерации). Известен по латинскому инципиту Domine exaudi orationem meam, «Господи услыши молитву мою».
Псалом представляет собой личную молитву о защите. Псалмопевец признаёт, что полностью праведных людей не существует. Надежду и утешение он находит в размышлениях о милостях Господа, неоднократно явленных израильскому народу. Его просьбы к Богу можно свести к двум — «услышь меня» и «ответь мне».
Относят к «покаянным» псалмам. В Толковой Библии Лопухина этот псалом отнесён к числу «мессианских», хотя далеко не все христианские богословы следуют такой классификации.

## Особенности

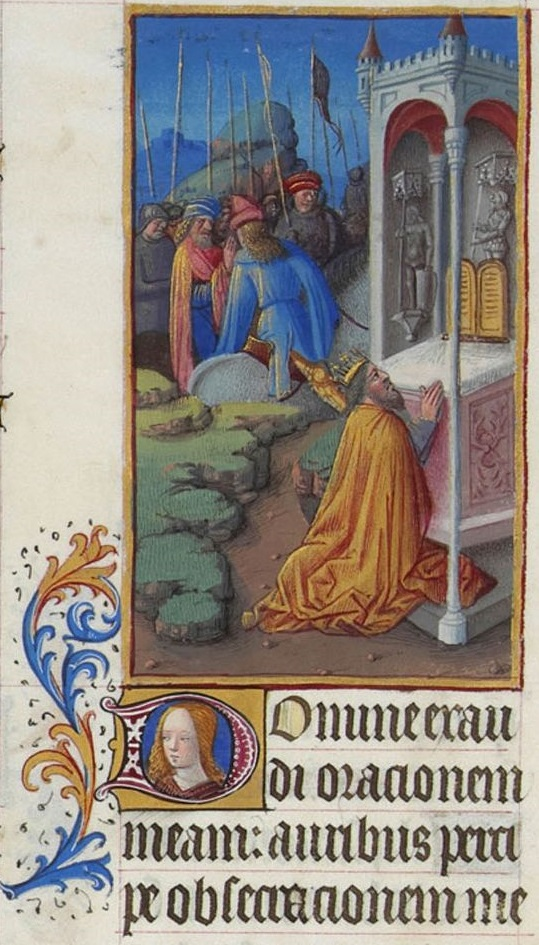
Начало псалма в «Великолепном часослове герцога Беррийского», XV век

Надписан как «псалом Давида». При этом сходство с другими псалмами Давида столь сильно, что по мнению Чарльза Сперджена, не вызывает сомнения. «История самого Давида служит иллюстрацией к этому псалму, в каждой строчке которого живёт дух его автора», — отметил Сперджен.
Возможно, псалом был создан Давидом, когда он подвергался преследованиям со стороны взбунтовавшегося сына Авессалома. По другому предположению, псалом был написан Давидом во время изгнания, когда он скрывался от Саула.

## Содержание
Описывая отчаяние своей ситуации Давид молит, чтобы Бог услышал его. Можно предположить, в постигших его несчастиях Давид видел наказание и за свои собственные согрешения. Во всяком случае он признаёт, что человеческая праведность — ущербна в сравнении с Божьей («не оправдается пред Тобой ни один из живущих»), поэтому Давид просит не судить его строго. «Освещение человеческой греховности страшным судом Божиим делает слишком очевидной и яркой эту греховность, делает совершенно немыслимым и невозможным человеческое самомнение и самооправдание безгрешности», — отмечал П. А. Юнгеров.
Размышляя о прежних делах, совершённых Богом для израильского народа, Давид находит надежду и утешение. И ещё горячее простирает он руки к Господу. Душа его жаждет Бога, как земля — дождя. Поющий молит Бога о скорой помощи, чтобы окончательно не упасть духом («чтобы я не уподобился нисходящим в могилу»).
В 10-м стихе псалмопевец обращается к Богу за постоянным водительством, обеспечивающим исполнение Божьей воли во всём. Он хочет достойно жить в земле, которую Бог отвёл для праведных Своих.
Псалом завершается молитвой об отмщении, основанной на жажде справедливости. В то же время Давид, будучи по природе своей великодушным человеком, поступал с Саулом вполне благородно. Поэтому завершающий стих, видимо, преувеличивает его подлинные чувства.

## Богослужебное использование
Православие
Целиком 142-й псалом поют в чине над умирающим, на последовании малого освящения воды, общего молебна, соборования, благословения в путешествие, молебнаго пения во время брани против супостатов, молебне о больном, о роженице, при закладке церкви и креста, на утрени при Шестопсалмии, в Великом и Малом повечериях, во время Великого поста, в среду Страстной седмицы, в Воздвижение Креста, Богоявление, Благовещение. Отдельные стихи псалма поют по разным случаям.
Католицизм
Согласно Уставу святого Бенедикта, 142-й псалом поют на лаудах субботы.
Иудаизм
В ортодоксальном иудаизме 142-й псалом поют на Слихот.

## Комментарии
1. ↑  У Чарльза Сперджена подобная классификация псалма вызывала недоумение. «Он звучит скорее как провозглашение Давидом его собственной праведности и негодующая молитва об отмщении клеветникам, чем исповедь. […] Он едва ли проникнут сокрушённым духом покаяния», — писал Сперджен[5].
2. ↑  По мнению Павла Юнгерова, здесь речь идёт о будущей вечной жизни[9]